# Dogger Bank

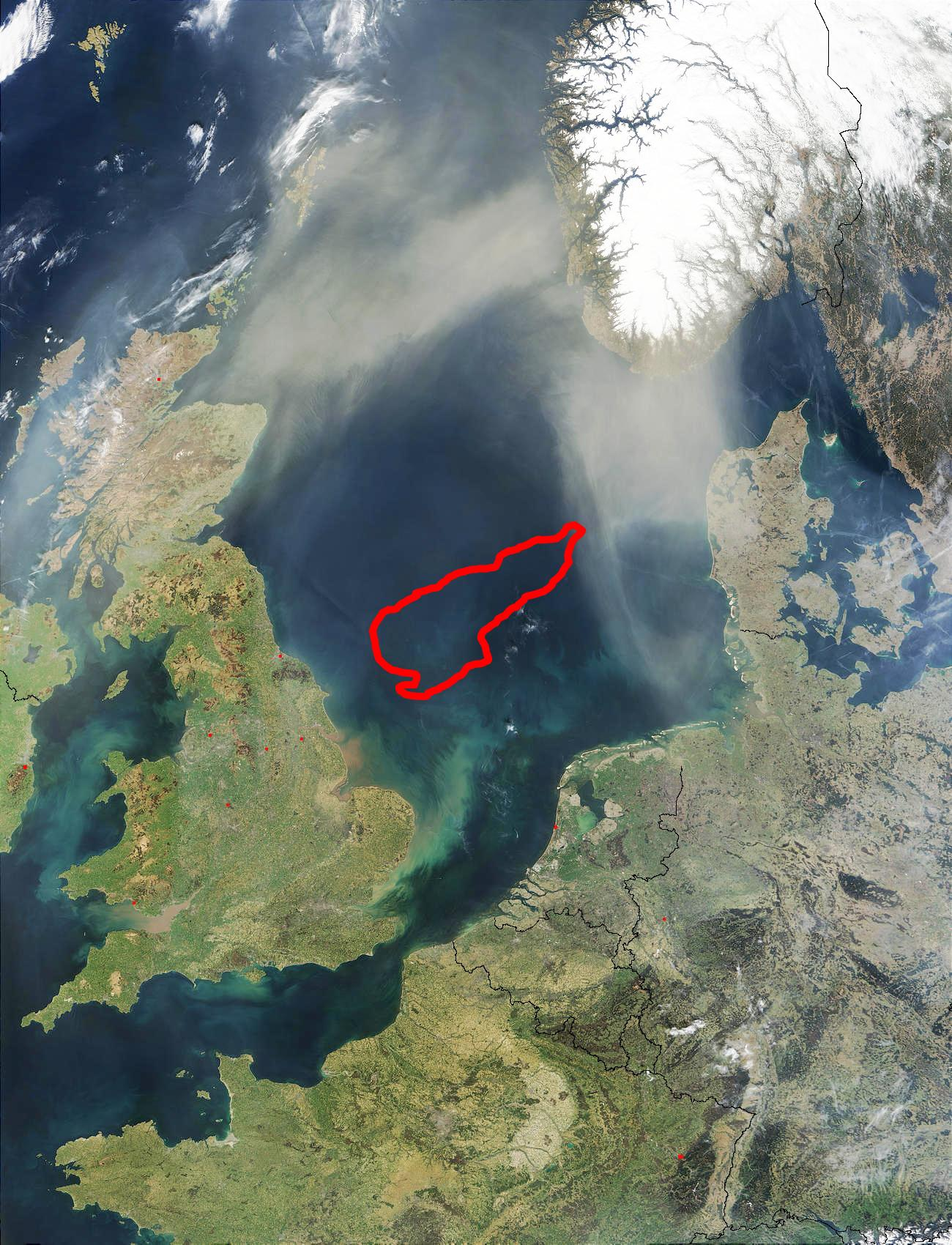
Localizzazione del Dogger Bank

Il Dogger Bank (da dogge, un antico termine olandese utilizzato nella pesca in barca) è un grande banco di sabbia situato nel Mare del Nord circa 100 km al largo della costa del Regno Unito. Si estende su circa 17.600 km², con le sue dimensioni massime di circa 260 km da nord a sud e 97 km da est a ovest. La profondità delle acque varia dai 15 ai 36 metri, circa 20 m meno profonde del mare circostante.
Geologicamente è una morena, formatasi durante il Pleistocene. La zona è stata, in differenti periodi durante l'ultima glaciazione, sia una zona elevata sulla piana alluvionale, sia un'isola. Il banco è infatti ciò che rimane di un grande territorio conosciuto come Doggerland, esistito durante l'ultima glaciazione, e collegato sia alla Gran Bretagna sia al continente europeo.
I pescherecci da traino hanno rinvenuto grandi quantità di torba da palude, e denti di mammut e rinoceronte e, occasionalmente, manufatti da caccia del paleolitico.
Un forte terremoto di 6,1 gradi sulla scala Richter, originatosi a 23 km di profondità sotto il Dogger Bank, ha colpito il 7 giugno 1931 l'area e le coste del Mare del Nord, della Francia settentrionale e dell'Inghilterra orientale.
Dal banco prende il nome il Dogger, un tipo di imbarcazione affine al ketch.